# Зелёные дети Вулпита
Зелёные дети Вулпита — название загадочного и якобы имевшего место в реальности эпизода в истории Англии XII века. Предание гласит, что в деревне Вулпит (англ. Woolpit) в графстве Суффолк, близ аббатства Бери-Сент-Эдмундс, крестьянами в поле найдены были дети, брат и сестра, которые в целом имели нормальный внешний вид, за исключением цвета кожи, который являлся зелёным. Они говорили на неизвестном языке и, несмотря на явный голод, отказывались от любой человеческой еды; единственной пищей, которую они сначала стали есть, были зелёные бобы, и то лишь после того, как крестьяне показали им, как их есть.
В конце концов, они научились есть другую пищу и потеряли зелёную окраску своей кожи, но мальчик был болезненным и умер вскоре после того, как дети были крещены. Девочка же, крещёная как Агнес Барр, выжила, выросла и стала вести обычную жизнь. После того как она научилась говорить по-английски, девочка якобы объяснила, что она и её брат пришли из «Земли Святого Мартина», некоего подземного мира, где всё время темно и который лишь вечером слабо освещается сумерками, где все жители имеют зеленоватую кожу, но при этом господствует христианская вера.

## Свидетельства
Единственные почти современные описания этого события содержатся в «Истории английских королей» (лат. Historia Rerum Anglicarum) Вильяма Ньюбургского (1198), относившего его ко временам короля Стефана Блуаского (1135—1154), и в «Хронике Англии» (лат. Chronicum Anglicanum) Ральфа Коггсхоллского (1227), который датирует указанные события уже концом XII века
В частности, Вильям Ньюбургский в 27-й главе книги I своей хроники сообщает:

В Восточной Англии есть деревня, расположенная, как говорят, на расстоянии 4 или 5 миль от благородного монастыря благословенного короля и мученика Эдмунда. Около этого места видны какие-то древние развалины, называемые «Волфпиттс», что на английском означает Волчьи Ямы, и которые и дали название близлежащей деревне. Во время жатвы, когда жнецы были заняты сбором урожая, около этих развалин появились двое детей, мальчик и девочка, имевшие совершенно зеленые тела и облаченные в одежды странного цвета, сделанные из неизвестного материала. Вызывая изумление, они блуждали в полях, были захвачены жнецами и препровождены в деревню, причем много людей пришло посмотреть на такую новость, и несколько дней они оставались без еды. Но когда они уже были почти истощены голодом, но при этом не могли ничего есть, чтобы поддержать себя, случилось так, что им принесли с поля несколько бобов, которые они сразу же с жадностью схватили за стебель и попробовали найти там бобы, но ничего не найдя в пустом стебле, они горько заплакали. Тогда один из зрителей извлек бобы из стручка и дал их детям, а те сразу взяли их и съели с удовольствием. Этой пищей они поддерживали себя много месяцев, до тех пор пока не научились употреблять хлеб.
Постепенно, с течением времени, в результате естественного результата приема нашей пищи, они изменили свой первоначальный цвет и стали выглядеть как все, а также выучили и наш язык. Некоторым благоразумным людям показалось подобающим, чтобы они приняли таинство крещения, которое, соответственно, и состоялось. Мальчик, который выглядел более молодым, пережил свое крещение, но на короткое время, и преждевременно умер. Его сестра, однако, продолжала оставаться в добром здравии и мало отличалась от женщин нашей страны. Впоследствии, как сообщалось, она вышла замуж в Линне и прожила еще несколько лет…
После того как они выучили наш язык, их начали спрашивать, кто они такие и откуда взялись, и они отвечали так: «Мы обитатели земли Святого Мартина, который пользуется в той стране, что дала нам рождение, особым уважением». Будучи расспрашиваемы дальше о своей стране и о том, как они оказались здесь, они отвечали: «Мы ничего не знаем об этом, мы лишь помним, что в один день, когда мы пасли в полях стада нашего отца, мы услышали сильный звук, подобный тому, что мы теперь привыкли слышать в монастыре Св. Эдмунда при перезвоне колоколов, и пока мы в восторге слушали этот звук, мы вдруг лишились чувств и обнаружили себя уже среди вас, в тех полях, на которых вы жали хлеб». Будучи спрашиваемы, верят ли в их стране в Христа и восходит ли там солнце, они отвечали, что страна их христианская и имеет церкви, но они сказали: «Солнце не восходит над нашими жителями, наша земля лишь слегка освещается его лучами. Мы довольствуемся сумерками, которые у вас бывают перед восходом или после заката. Кроме того, недалеко от нас видна какая-то светящаяся земля, и она отделена от нас очень широкой рекой»…
Ральф Коггсхоллский добавляет ряд интересных подробностей, например, о том, что выжившая «зелёная девочка» надолго пережила своего брата, «славилась распущенным и дурным поведением» и ещё в его время работала служанкой у знакомого ему рыцаря сэра Ричарда де Калне, от которого он якобы и услышал эту историю.
Между этими сочинениями и их «повторным открытием» в середине XIX века «зелёные дети», по-видимому, упоминались только в «Хорографическом описании Британии» историка и антиквария Уильяма Кемдена (1586), а также научно-фантастическом романе учёного епископа Фрэнсиса Годвина «Человек на Луне» (1638), в котором он ссылается на рассказ Вильяма Ньюбургского.

## Возможные причины
В попытках объяснения истории «зелёных детей» доминировали два подхода: что это либо типичная народная сказка описания мнимой встречи с жителями другого мира, возможно, подземного (эльфы) или даже внеземного (инопланетяне), либо искажённое хронистом реальное историческое событие.
Так, американский исследователь Пол Харрис в своей статье «Зелёные дети Вулпита: тайна XII века и её возможное объяснение», опубликованной в 1998 году в издании «Фортин Стадиз», утверждает, что история с «зелёными детьми» в реальности имела место около 1173 года, при короле Генрихе II Плантагенете, когда происходило массовое нелегальное переселение в Англию фламандцев, принявших участие в восстании против этого монарха 1173—1174 годов. Тысячи из них были убиты в сражении при Форнхеме, располагавшемся неподалёку от Вулпита и отделённом от него рекой Лакр и Сетфордским лесом. Харрис полагает, что «зелёные дети» были осиротевшими детьми фламандцев, прятавшимися сначала в лесу, а затем в заброшенных кремнёвых шахтах Граймс-Грейвз, кожа которых стала зелёной от хлороза, вызванного истощением. Внезапно выбравшись из шахт на звон колоколов местного аббатства Бери-Сент-Эдмундс, они перепугали невежественных крестьян, не знавших фламандского языка и принявших их за отпрысков «лесного народа».
Имеется и множество других версий, к примеру, о том, что дети могли быть пленниками, сбежавшими с медных рудников, и именно долгим контактом с медью объясняется как их впоследствии исчезнувший зеленоватый цвет кожи, так и их рассказы о темноте их родного мира.